# Drymophila malura
Drymophila malura là một loài chim trong họ Thamnophilidae.